# Желтошейный амазон
Желтошейный амазон (лат. Amazona auropalliata) — птица семейства попугаевых.

## Внешний вид
Длина тела 39 см. Основная окраска зелёная. Голова зелёно-голубоватого цвета с большим жёлтым пятном на затылке и шее. В нижней части маховых перьев имеется маленькое красное пятно. Вокруг глаз имеется узкая белая зона. Клюв тёмно-коричневый. Радужка тёмная.

## Распространение
Распространён от Юго-Западной Мексики до Коста-Рики.

## Размножение
Самка откладывает от 2 до 4 яиц. Через 7 недель появляются птенцы, а через 2—2,5 месяца они покидают гнездо.

## Содержание
Из амазонов это самый способный к разговорной речи попугай. Очень привязчив к человеку, довольно быстро становится ручным.